# Joseph Claris
Pour les articles homonymes, voir Claris (homonymie).
Joseph Claris (le nom de famille original est Clary) est né à Barriac-les-Bosquets, le 16 décembre 1769 et mort à Pleaux le 26 avril 1823 est un médecin de l'armée d’Égypte.

## Biographie
Après un passage au collège de Mauriac, il part étudier à la faculté de médecine de Montpellier ; il présente et défend un essai sur l'inoculation de la variole le 6 ventôse an 2 (24 février 1794) et il est promu au grade de bachelier en médecine. Le 15 thermidor an 2 (2 août 1794) il est promu au grade de Docteur Médecin-Chirurgien . Après avoir exercé à Montpellier, Joseph Claris écrit le 10 nivôse an 6 (30 décembre 1797) au citoyen Paul Barras pour solliciter une place de médecin des armées. Joseph Claris est nommé quelques mois plus tard médecin de 1re classe à l’Armée d’Orient sous les ordres du médecin-chef René Nicolas Desgenettes.
L’Armée d’Orient constitue le corps expéditionnaire de la campagne d’Égypte, envoyé par le Directoire dans le but de barrer la route des Indes aux britanniques et dans le but inavoué d’éloigner Bonaparte, nommé à la tête de l’expédition en floréal an 6.
Joseph Claris est un des premiers médecins du service de Santé des armées à quitter Toulon. Le 30 floréal an 6 (19 mai 1798) il embarque sur le vaisseau amiral, l'Orient sous le commandement du général Bonaparte.Son rôle dans la campagne d’Égypte est attesté par de nombreux écrits et en particulier ceux de Desgenettes dans son Histoire Médicale de l’armée d’Orient. Après le désastre d'Aboukir, il est responsable des hôpitaux d'Alexandrie.
Le 21 novembre 1798, parallèlement à la constitution de l’hôpital du Caire, destiné aux soldats, sous l'autorité des médecins Bruant, Garros, Barbès et Claris, Bonaparte charge les citoyens Monge, Berthollet, Desgenettes et Larrey d' étudier l’organisation d’un hôpital de trois à quatre cents malades pour les pauvres du Caire.
Le 25 prairial an 8 (14 juin 1800), le général Kléber, commandant en chef de l’armée d’Égypte, après le retour de Bonaparte en France, est assassiné au Caire, « au nombre de ceux qui furent appelés à fermer les yeux de ce grand homme qui emportait avec lui les destinées de la colonie, se trouvait un compatriote, médecin de première classe, attaché à l’armée d’Orient, au Caire, le docteur Joseph Claris, père de M. le docteur Clary, maire de la ville de Maurs (Cantal) ».
« Le 23 décembre 1800, on juge de l'action du médecin Claude Balme et son collègue Joseph Claris qui œuvrent sur Lesbeh, large bande de terre hautement insalubre ». Les médecins et les chirurgiens eurent à lutter contre de nombreuses pathologies : les traumatismes de guerre, l'ophtalmie, les déshydratations, la fièvre jaune, la peste bubonique, les dysenteries et le scorbut.

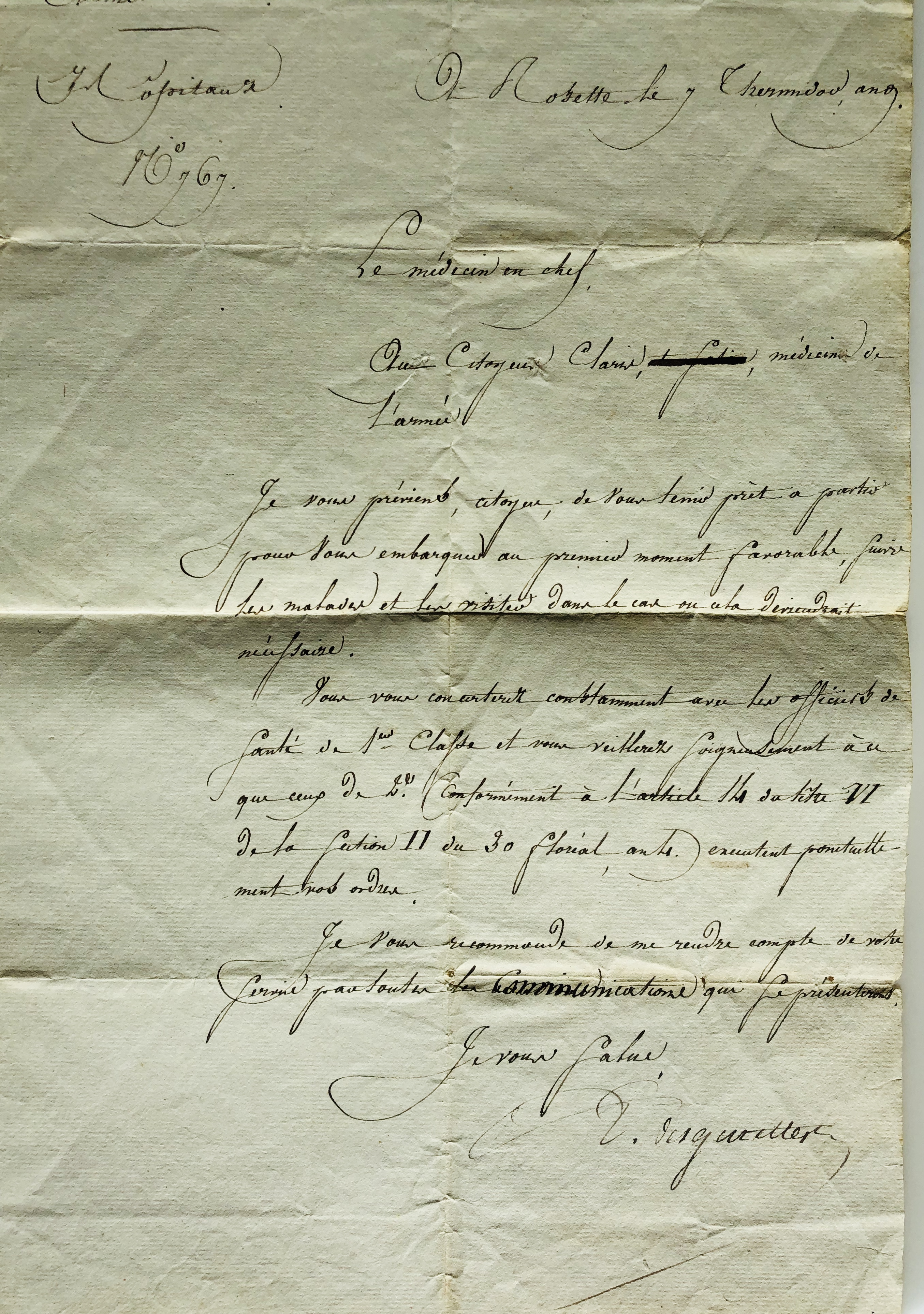
Lettre manuscrite de Desgenettes à Joseph Claris pendant la campagne d'Égypte

Le 26 juillet 1801, Desgenettes ordonne à Joseph Claris de rentrer en France et d'accompagner des malades. Le 9 août 1801, il embarque à Aboukir, le 18 octobre il quitte le lazaret de Marseille et est réformé le 22 mars 1802.
À son retour d’Égypte, Joseph Claris se marie à Aurillac le 1er septembre 1802 avec Marie Anne Gabrielle Lespinats de Boussac (1784-1870). Dix enfants naîtront de cette union. Le deuxième enfant qui naît à Aurillac est Maurice Clary (1805-1875) qui sera médecin à Maurs. Joseph Claris exercera la médecine à Pleaux de 1808 jusqu'à son décès le 26 avril 1823.